# イワタイゲキ
イワタイゲキ（岩大戟、学名: Euphorbia jolkinii Boiss.）は、トウダイグサ科トウダイグサ属に分類される多年草の海浜植物の1種である。シノニムに Galarhoeus jolkinii (Boiss.) H.Hara が存在する。和名は岩石地に生育し、中国原産のタカトウダイ、別名・生薬名タイゲキ（大戟）に似ていることに由来する。

## 特徴
全体に無毛で、群生し、地下茎がよく発達し、岩の隙間などに深く伸びる。茎は太く肉質、白い液が多く乳液は皮膚をかぶれさせ、直立し、高さ30-50 cm(30-80 cm)。島嶼部のものは大型となる。葉はびっしりと互生する。葉は長さ4-7 cm(3-8 cm)、幅6-15 mm、長楕円形-倒披針形、鈍頭で、縁に鋸歯はなく、新葉は淡黄色。茎の先に多数の葉を輪生する。葉腋から放射状に短い枝を多数（5本以上）だし、枝先に杯状花序を頂生し三又分枝、ついで二又分枝を繰り返す。花序の下側につく卵形の苞葉は黄色、総苞葉は幅約2 mmの腎形。子房の表面には乳頭状の突起が密にあり、蒴果になっても残り、熟すと直径5 mm以上になる。花期は4－6月。晩秋の頃にまだ若い茎の上に新しい茎が出て、紅葉して年を越す。

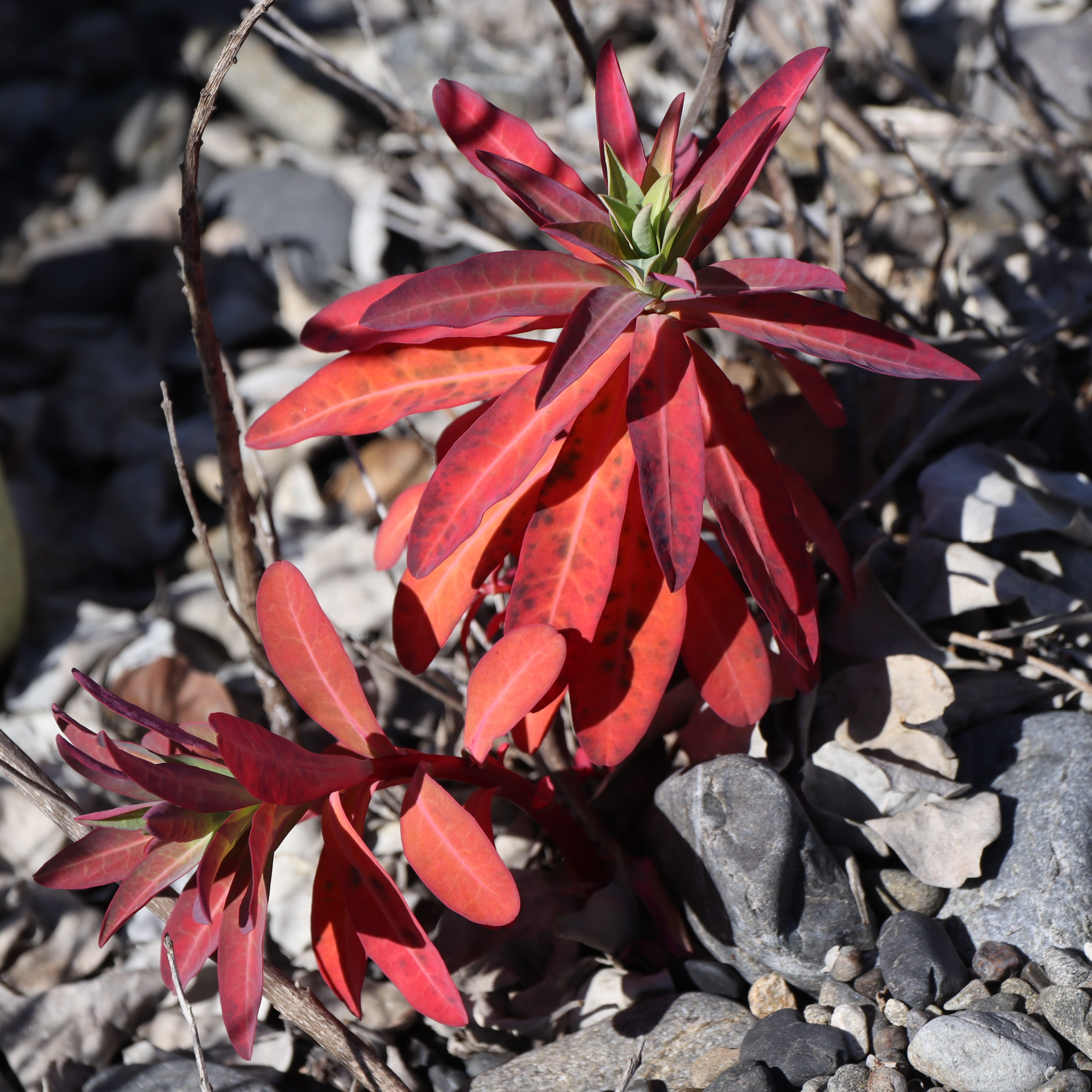
葉は長楕円形-倒披針形、紅葉して年を越す
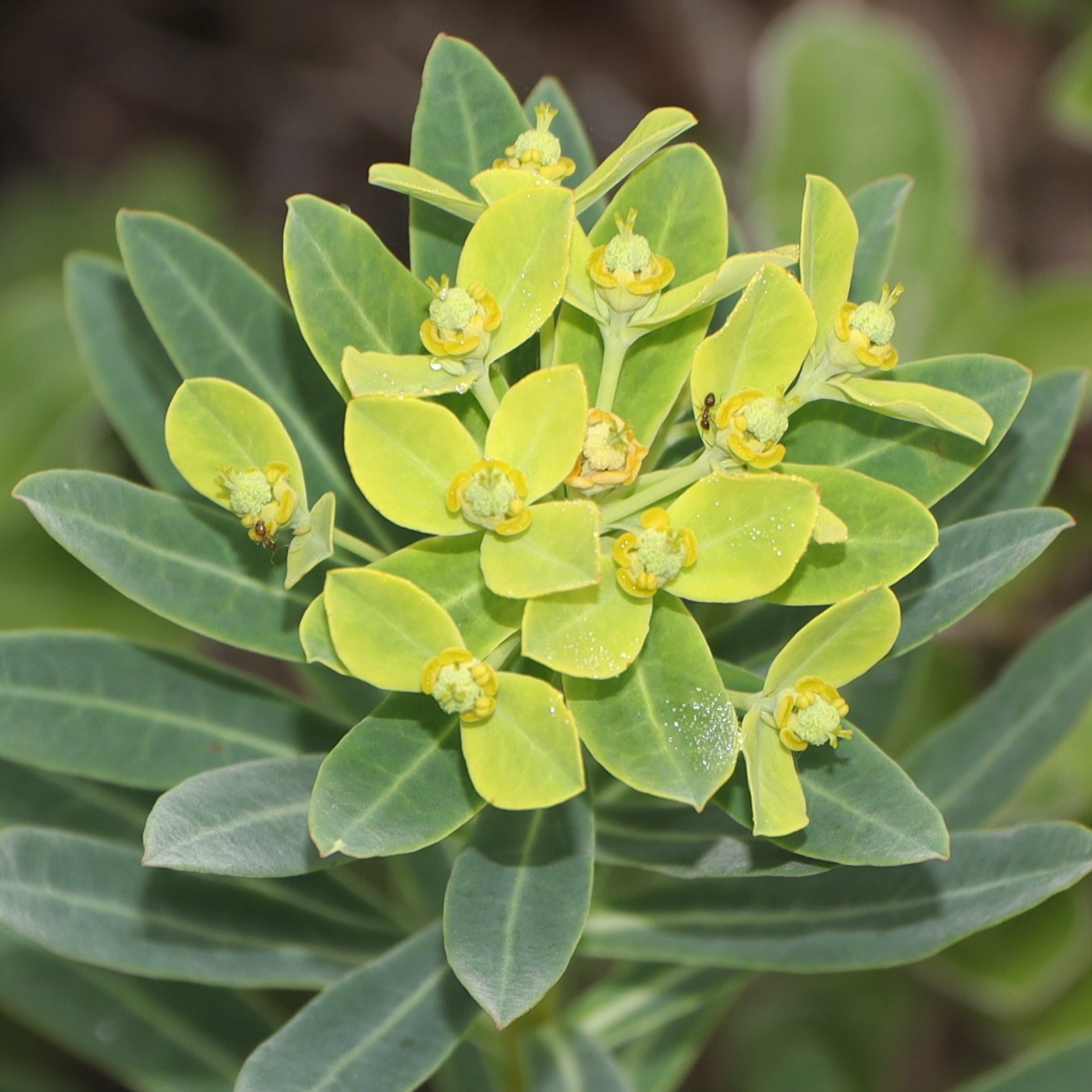
杯状花序を頂生し、花序の下側につく卵形の苞葉は黄色
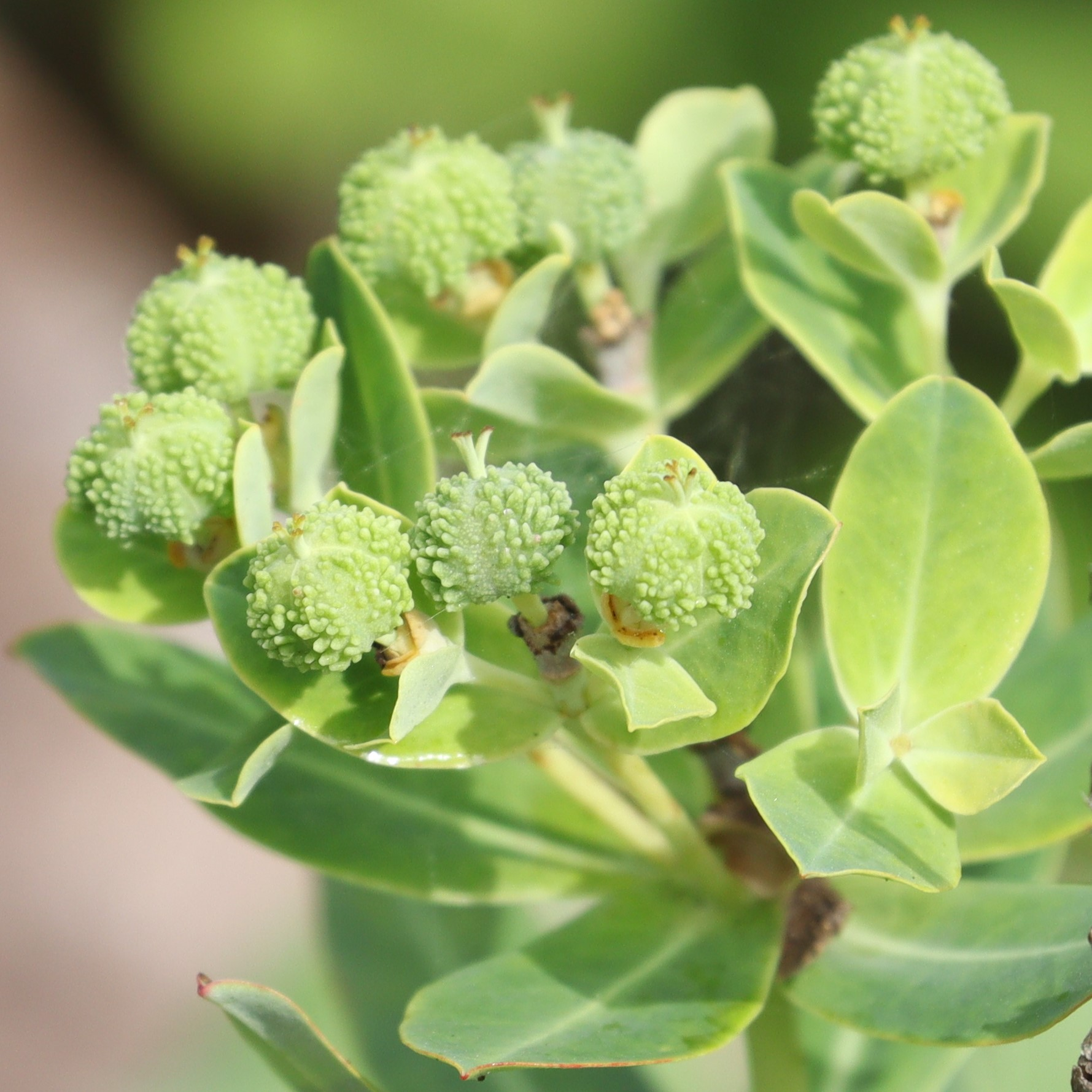
子房の表面には乳頭状の突起が密にあり、蒴果になっても残る

トカラ列島平島では魚毒植物として用いられていた。根に大腸菌（Escherichia coli）、クローバー根粒菌（Rhizobium trifolii）、腸炎ビブリオ（Vibrio parahaemolyticus）、エンドウマメ根粒菌（Rhizobium leguminosarum）などの細菌に強い抗菌力を持つ成分、 没食子酸メチルを含む。

## 分布と生育環境

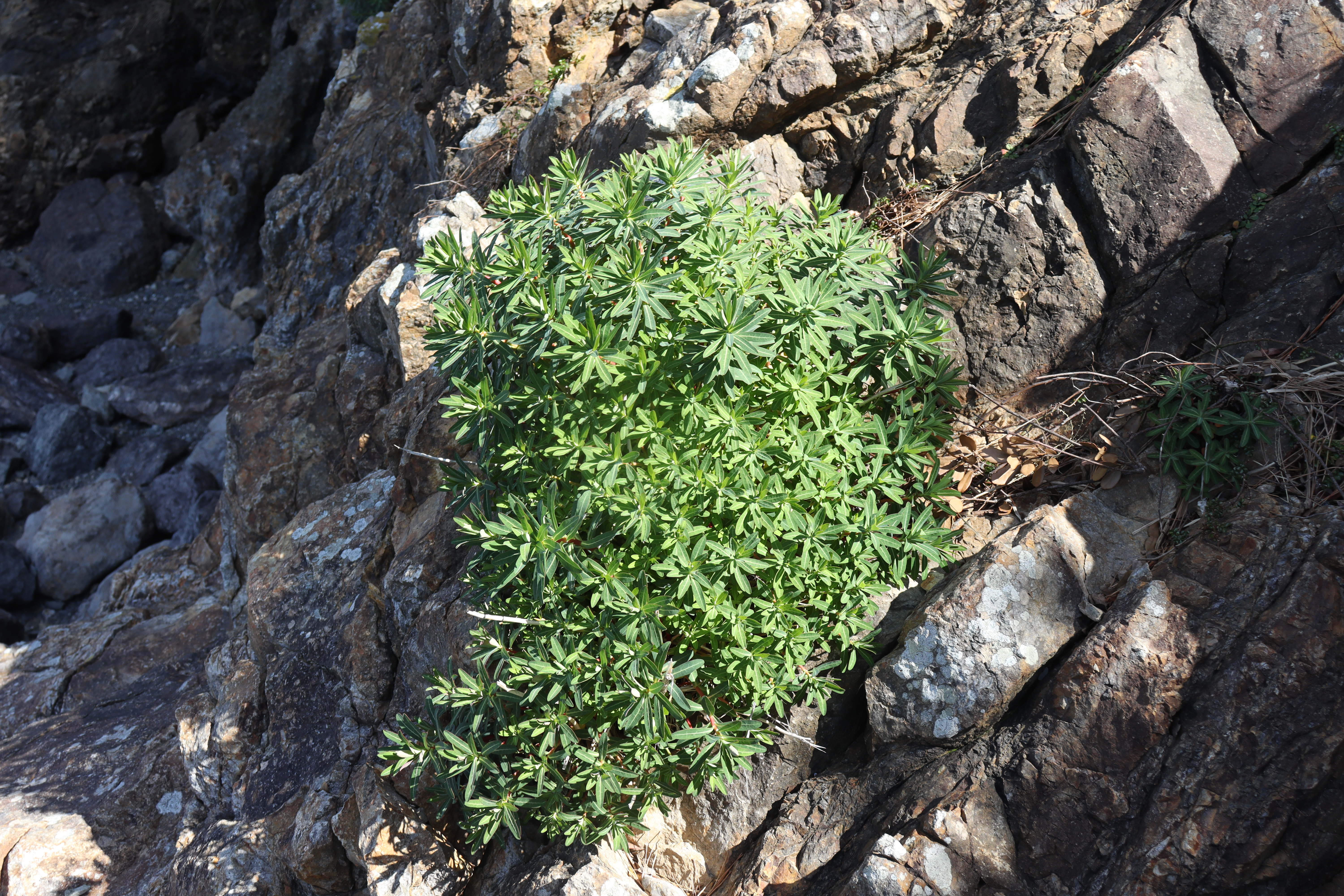
海岸の岩石地に生育するイワタイゲキ
三重県度会郡南伊勢町にて

台湾、朝鮮半島南部、日本に分布する。日本では、本州（関東地方南部
以西、伊豆以西）、四国、九州、沖縄に分布し、北限が石川県。本種は海流により分布を広げる海流散布植物と考えられている。
暖地の海岸の岩石地に生育する。

## 種の保全状況評価
日本では環境省による国レベルのレッドリストの指定を受けていないが、以下の都道府県でレッドリストの指定を受けている。瀬戸内海国立公園、大山隠岐国立公園で指定植物のひとつに選定されている。
- 絶滅危惧IA類(CR) - 神奈川県[13]、石川県[7]
- 重要保護生物（B) - 千葉県[14]
- Bランク - 兵庫県[15]
- 絶滅危惧II類(VU) - 愛知県[16]、香川県[17]
- 準絶滅危惧(NT) - 三重県[18]、島根県[19]、岡山県[12]、広島県[20]、徳島県[21]、大分県[22]